# Колымский каскад ГЭС

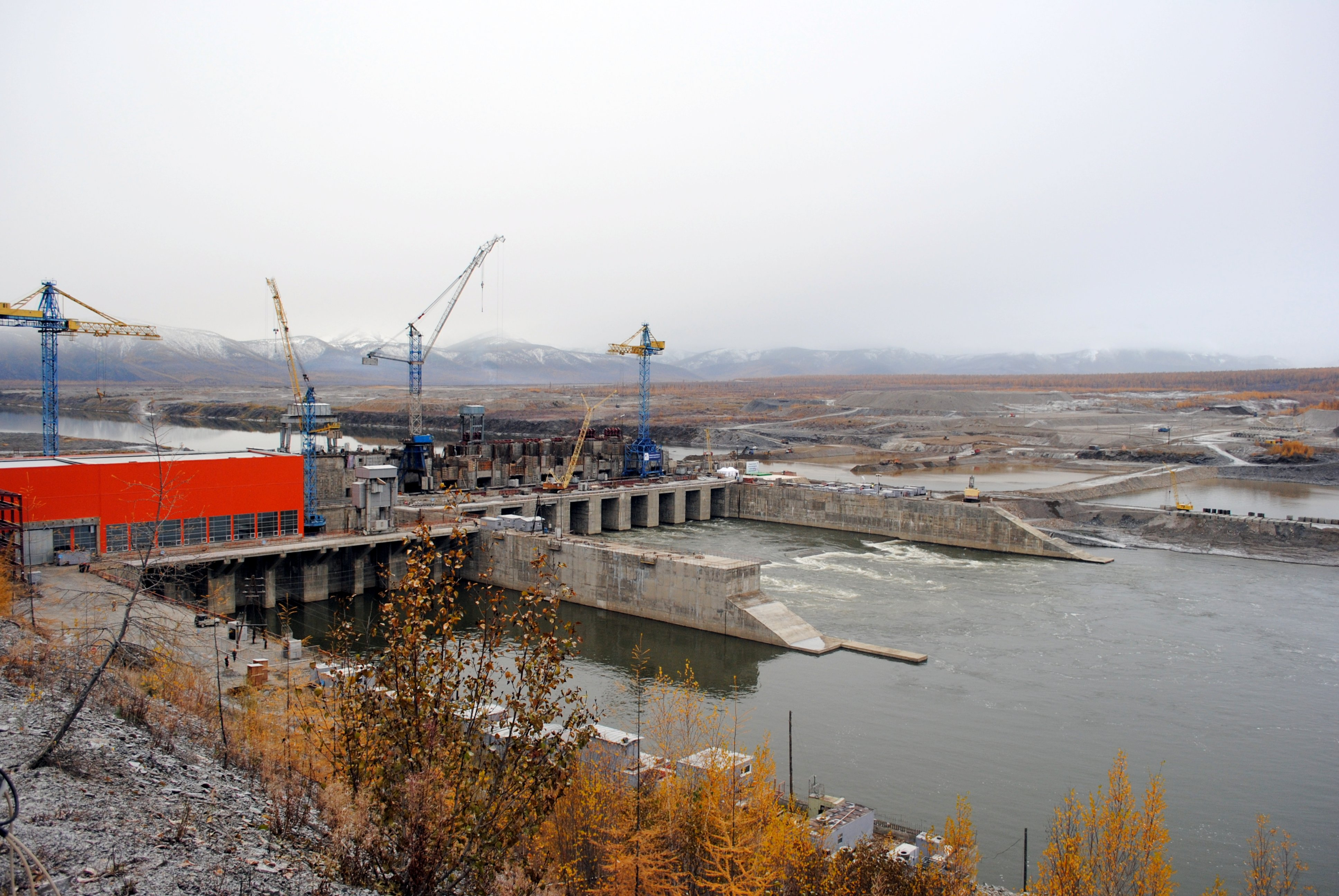
Усть-Среднеканская ГЭС в сентябре 2011 года

Колымский каскад ГЭС — комплекс гидравлических электростанций в России. Расположен на реке Колыме в Магаданской области.

## Общие сведения
Комплекс ГЭС на реке Колыме, суммарной действующей мощностью 1068 МВт, среднегодовой выработкой 3,33 млрд кВт·ч и состоящий из двух ступеней:
- первая ступень — Колымская ГЭС, мощностью 900 МВт и выработкой 3,33 млрд кВт·ч;
- вторая ступень — строящаяся Усть-Среднеканская ГЭС, проектной мощностью 570 МВт и выработкой 2,56 млрд кВт·ч;

Проектировщик — институт «Ленгидропроект».

## История
Проект создания каскада гидроэлектростанций на Колыме для обеспечения дешёвой электроэнергией растущего населения и промышленности области был выдвинут ещё в 30-х годах.
В 1964 году началась топографическая съёмка и изыскательские работы в районе строительства Колымской ГЭС, в 1982 году состоялся пуск первого агрегата.
Строительство второй — Усть-Среднеканской — электростанции, начатое в 1990 году, пришлось на период нестабильности в стране и было заморожено.
Однако из-за высокой стоимости доставки угля в Магадан проект снова привлёк интерес РАО «ЕЭС России», областной и федеральной власти. В 2005 году строительство было продолжено, ввод пускового комплекса Усть-Среднеканской ГЭС планировался на 2009 год, произведён в 2013 году.